# Olievaatje
Een olievaatje is een metalen busje, waarin de Heilige olie wordt bewaard. Ze zijn uit metaal of glas vervaardigd en komen per drie voor, bewaard in een etui of een doos met een lepeltje:
- Het vaatje met de catechumenenolie wordt aangeduid met CAT

- Het vaatje met het chrisma wordt aan geduid met CHR en wordt gebruikt bij het sacrament van het doopsel, het sacrament van het vormsel en het sacrament van de wijding.

- Het vaatje met de ziekenolie wordt aangeduid met INF en wordt gebruikt bij het sacrament van de ziekenzalving.